# Federazione Italiana Taekwondo
La Federazione Italiana Taekwondo (sigla FITA) è una federazione sportiva che promuove e amministra il taekwondo in Italia. 
La FITA conta circa 30.000 tesserati e 600 società affiliate (al 2019).
Fa parte del Comitato olimpico nazionale italiano (CONI) ed è membro della World Taekwondo, la federazione internazionale di riferimento.

## Obiettivi
La FITA ha come obiettivi, oltre all'attività sportiva finalizzata alla partecipazione ai Giochi olimpici :
- Promuovere il Taekwondo, attraverso le società affiliate FITA ed i suoi circa 1.200 insegnanti tecnici federali
- Aggiornare i propri tesserati mettendo a disposizione un piano formativo in linea con le esigenze di crescita ed aggiornamento costante
- Organizzare eventi e sfruttare gli strumenti comunicativi che vanno dal web alla televisione, passando per le riviste specializzate e i media in genere per favorire la diffusione del taekwondo
- marketing, anche attraverso rapporti con aziende interessate a investire nel Taekwondo

## Storia
La diffusione del Taekwondo in Italia inizia intorno al 1966 grazie al Maestro Sun Jae Park e dai fratelli Young Ghil Park (nel meridione dal '67) e Chun Ung Park (nel settentrione) e da lì a poco viene fondata la FITKD. 
Nel 1980 la FITKD entra nella FIKDA.
Nel 1982 la FIKDA si trasforma nella FIKTEDA (Federazione Karate Taekwondo e discipline associate) e successivamente nella FITAK (Federazione Italiana Taekwondo e Karate) ed è associata alla FILPJ (Federazione Italiana Judo Karate Arti Marziali).
Nel 1995 il karate entra nella FILPJ, nasce così la moderna FITA.
Dopo aver partecipato a Giochi della XXIV Olimpiade e Giochi della XXV Olimpiade nel programma dimostrativo dei Giochi olimpici il taekwondo fa il suo debutto nel programma ufficiale a Giochi della XXVII Olimpiade
Nell’edizione dei Giochi della XXIX Olimpiade, Mauro Sarmiento vince l’argento nella categoria  -80Kg ed è la prima medaglia olimpica per il taekwondo italiano. 
Ai Giochi della XXX Olimpiade, Carlo Molfetta conquista il primo storico Oro olimpico per la FITA nella categoria +80kg e Mauro Sarmiento vince il bronzo, sempre nella categoria -80kg. Ai Giochi della XXXII Olimpiade arriva il secondo Oro olimpico con Vito Dell'Aquila nella categoria -58kg.
Per i Giochi della XXXIII Olimpiade ha già qualificato 3 atleti: Vito Dell'Aquila nella categoria -58kg, Simone Alessio nella categoria -80 kg e Antonino Bossolo nei Giochi paralimpici nella categoria K44 -63 kg.

## Struttura
Il suo attuale presidente è Angelo Cito, succeduto a Sun Jae Park nel 2016.
È affiliata al Comitato olimpico nazionale italiano, alla European Taekwondo Union e alla World Taekwondo.

## Campionati italiani
La Fita organizza annualmente i Campionati italiani di taekwondo, assegnando il titolo a otto categorie di peso diverse sia agli uomini che alle donne.

## Roma Grand Prix
La FITA ha organizzato quattro edizioni del World Taekwondo Grand Prix nel 2018, 2019, 2022 e 2023. Il Roma Grand Prix si è svolto in entrambe le edizioni allo stadio “Nicola Pietrangeli” nel complesso del Foro Italico. Un evento di tre giorni a cui hanno partecipato 51 nazioni e 256 atleti internazionali.

## Ciao Team
Il Ciao Team è la squadra dimostrativa italiana di taekwondo freestyle (taekwondo acrobatico eseguito a ritmo di musica), creata nel 2022 dal presidente Cito con l'obiettivo di rendere il taekwondo più accessibile e attrattivo, diversificando l'offerta, e di portare un messaggio umanitario.
Il Ciao Team ha anche intrapreso un percorso agonistico, partecipando a competizioni internazionali di taekwondo dimostrativo e della specialità del freestyle.
Nell'estate del 2023 a Gangwon-Chuncheon, in Corea del Sud, il Ciao Team ha vinto la prima edizione del campionato mondiale dimostrativo a squadre.
Pochi mesi dopo, il Ciao Team ha vinto il campionato europeo di freestyle in Austria in diverse specialità. Nel 2025 si riconferma campione europeo nell’edizione successiva in Estonia, vincendo entrambe le medaglie d'oro nelle competizioni a squadre.
Nel 2024 la squadra è entrata nel Guinness dei primati per il maggior numero di tavolette rotte in un minuto con dei calci in volo (35).